# Le Cas Alan Turing
Histoire extraordinaire et tragique d'un génie
Le Cas Alan Turing, avec le sous-titre Histoire extraordinaire et tragique d'un génie, est une bande dessinée biographique sur Alan Turing, le concepteur de l'informatique théorique avec sa machine de Turing et décrypteur de la machine Enigma. Le Cas Alan Turing est l'œuvre du dessinateur Éric Liberge et du scénariste Arnaud Delalande, et publié en 2015.

## Trame
Contemplant dans la glace les effets secondaires de la castration chimique qui lui a été imposée par la justice anglaise, le mathématicien Alan Turing s'interroge. Par flashbacks successifs et imbriqués, il revient sur son passé d'enfant précoce, ses amitiés intimes, ses intuitions mathématiques, l'histoire de ses recherches et de ses inventions pour casser le code de la machine allemande Enigma pendant la Seconde Guerre mondiale, avec succès. Il revient ensuite sur ses fréquentations après-guerre, ses interrogatoires par la police anglaise, malgré les démarches discrètes de l'Intelligence Service en sa faveur, et sa condamnation pour homosexualité. L'épilogue montre sa réhabilitation posthume.

## Jugements sur l'album
Pour A. Perroud, le scénario d'Arnaud Delalande permet une évocation puissante, malgré sa complexité due aux retours arrière ; les dessins d'Éric Liberge offrent « une approche très léchée et stylisée », avec de nombreux chevauchements graphiques qui sont au point mais alourdissent certaines grandes compositions.
Selon Benjamin Roure dans BoDoï, Delalande décrit bien la « personnalité brillante mais torturée » de Turing et réussit à présenter sa démarche scientifique, en évitant l'accumulation d'informations techniques, et Liberge dessine de façon précise et réaliste, avec cependant « des éclats graphiques grandiloquents » qui peuvent nuire à l'historicité du récit. Toujours selon Roure, ce travers n'empêche pas que « cette biographie documentée se tient ».
Les auteurs reçoivent à Hossegor en juillet 2016 un prix décerné par des lycéens « passionnés ».

## Album
L'album Le Cas Alan Turing - Histoire extraordinaire et tragique d'un génie est publié par les éditions Les Arènes en 2015, avec le sous-titre Histoire extraordinaire et tragique d'un génie : 
- Le Cas Alan Turing : Histoire extraordinaire et tragique d'un génie, par Éric Liberge et Arnaud Delalande, Les Arènes BD, Paris, 2015, 96 pages dont 82 planches  (ISBN 978-2-352-04448-2).